# Elezioni regionali in Valle d'Aosta del 1988
Le elezioni per il rinnovo del IX Conseil de la Vallée / Consiglio Regionale della Valle d'Aosta si sono svolte il 26 e 27 giugno 1988.
Il patto fra Union Valdôtaine e Democrazia Cristiana non fu mantenuto, complice anche l’inserimento nella partita del PCI e lo sfaldo interno continuo di vari partiti. Nel 1990 la DC estromise l’UV prendendosi la presidenza, ma due anni dopo gli autonomisti ribaltarono la gara con l’appoggio di Autonomisti Democratici Progressisti.

## Risultati elettorali
| Partiti                                                | voti   | voti (%) | seggi |
| ------------------------------------------------------ | ------ | -------- | ----- |
| Union Valdôtaine (UV)                                  | 26.960 | 34,20%   | 12    |
| Democrazia Cristiana (DC)                              | 15.319 | 19,44%   | 7     |
| Partito Comunista Italiano (PCI)                       | 10.953 | 13,90%   | 5     |
| Autonomistes Démocrates Progressistes (ADP)            | 8.667  | 11,00%   | 4     |
| Partito Socialista Italiano (PSI)                      | 6.541  | 8,30%    | 3     |
| Nuova Sinistra Valle d'Aosta                           | (?)    | 2,48%    | 1     |
| Partito Repubblicano Italiano (PRI)                    | 1.732  | 2,20%    | 1     |
| Movimento Sociale Italiano - Destra Nazionale (MSI-DN) | 1.381  | 1,75%    | 1     |
| Union Autonomiste - Pensionati (UAP)                   | (?)    | 1,64%    | 1     |
| Partito Socialista Democratico Italiano (PSDI)         | 1.263  | 1,60%    | -     |
| Partito Liberale Italiano (PLI)                        | 1.259  | 1,60%    | -     |
| Verdi indipendenti - Radicali federalisti              | 734    | 0,93%    | -     |
| Lista per la Zona Franca                               | 413    | 0,52%    | -     |
| Artigiani e Commercianti Valdostani (ACV)              | 348    | 0,44%    | -     |
| altri                                                  | 3.250  | (4,12%)  | -     |
| Totale                                                 | 78.820 | 100,00   | 35    |
|                                                        |        |          |       |

Fonti: Ministero dell'Interno, ISTAT, Istituto Cattaneo, Consiglio Regionale della Valle d'Aosta, Annuario Grolier 1989